# Centrofor
Centrofor – rodzaj aparatu okulistycznego, który jest używany do pobudzania oraz utrwalania fiksacji środkowej. Aparat ten jest stosowany w leczeniu zeza oraz niedowidzenia.